# Antonio Tapia
Antonio Tapia Flores (Baena, 13 novembre 1959) è un allenatore di calcio e dirigente sportivo spagnolo.